# مو کامارا
مو کامارا (انگلیسی: Mo Camara؛ زادهٔ ۲۵ ژوئن ۱۹۷۵) بازیکن فوتبال اهل گینه بود.
از باشگاه‌هایی که در آن بازی کرده است می‌توان به باشگاه فوتبال نوریچ سیتی، باشگاه فوتبال سنت میرن، باشگاه فوتبال ولورهمپتون واندررز، باشگاه فوتبال برنلی، باشگاه فوتبال لو آور، باشگاه فوتبال دربی کانتی، باشگاه فوتبال لیل، باشگاه فوتبال بلکپول، باشگاه فوتبال تورکی یونایتد، باشگاه فوتبال سلتیک، و باشگاه فوتبال تروا اشاره کرد.
وی همچنین در تیم ملی فوتبال گینه بازی کرده است.